# 임준빈
임준빈(1985년 5월 7일 ~ )은 대한민국의 희극 배우이다.

## 데뷔
2004년 연극배우 첫 데뷔하였고 2007년 SBS 9기 공채 개그맨으로 데뷔하였다.

## 출연작
- 웃찾사 (SBS)
  - 기살아
  - 친한 친구 (2015.12.06 ~ 2015.12.13) 준빈이 역
  - 부장아재 (2016.06.03 ~ 2016.10.12) 인턴 역
  - 키키크루 (2016.12.28 ~ 2017.03.15)
- 개그사냥 (KBS)
- 개그투나잇 (SBS)
  - 더 레드 (2011.11.05 ~ 2012.11.24)
  - 관심 좀 갖자! (2012.09.08 ~ 2012.09.)
  - 정현수의 행쇼 (2012.10.20 ~ 2012.12.22)
  - 대한민국1% (2012.11.24 ~ 2012.12.01)
  - 리쌈 (2013.01.05 ~ 2013.01.19)
  - CEO들 (2013.01.05 ~ 2013.01.12)
- 유튜브 - 코믹마트 (with 백승훈)